# Miriam Becker Mazur
 Miriam Freda Becker Mazur, geborene Miriam Becker (* 30. März 1909 in New York City, New York; † 5. März 2000 ebenda) war eine US-amerikanische Mathematikerin und Hochschullehrerin.

## Leben
Becker Mazur wurde als älteste von drei Kindern der aus Russland ausgewanderten Lena Silvermann und des aus Österreich stammenden Vaters Joseph David Becker geboren. Sie studierte Mathematik am Hunter College und erhielt 1930 den Bachelor-Abschluss und 1931 ihren Master-Abschluss. Mit einem Universitätsstipendium begann sie 1932 Mathematik an der Yale University zu studieren. Während ihrer Zeit in Yale wurde sie 1932 mit einem Susan Rhoda Cutler Stipendium für Mathematik ausgezeichnet und 1933 als Mitglied von Sigma Xi gewählt. Sie promovierte 1934 bei Øystein Ore mit der Dissertation:  On Relative Fields. 1934 wurde sie zur Tutorin am Hunter College ernannt und unterrichtete dort drei Jahre. Nach dem Verlassen des Hunter College forschte sie von 1937 bis 1938 am Institute for Advanced Study in Princeton. Die Arbeit, die sie dort machte, führte zu einer gemeinsamen Veröffentlichung mit Saunders Mac Lane, der ein Stipendium an der Yale University hatte. 1938 kehrte sie nach New York City zurück und unterrichtete an der George Washington High School, einer öffentlichen High School in Manhattan. 1940 heiratete sie den promovierten Biochemiker Abraham Mazur, mit dem sie eine Tochter und einen Sohn bekam.

1941 wurde sie an die Samuel Gompers Technical High School in der Bronx versetzt. Nach Kindererziehungszeiten kehrte sie 1954 zum Unterrichten zurück und verbrachte die nächsten elf Jahre an der Brooklyn Technical High School. 1964 bewarb sie sich um eine Stelle am City College of New York, wurde 1964 zur Assistenzprofessorin und 1972 zur außerordentlichen Professorin befördert. Sie lehrte dort bis zu ihrer Pensionierung 1977.

## Mitgliedschaften
- American Mathematical Society
- Mathematical Association of America (MAA)
- NCTM
- Pi Mu Epsilon
- Sigma Xi

## Veröffentlichungen (Auswahl)
- 1940: mit S. Mac Lane: The minimum number of generators for inseparable algebraic extensions. Bull. Amer. Math. Soc. 46.